# Motoko Fujimoto
Motoko Fujimoto (藤本 索子, Fujimoto Motoko, Fukuoka, 25 décembre 1980  -) est une joueuse de softball japonaise. Durant les Jeux olympiques d'été de 2008, elle remporta la médaille d'or devançant les États-Unis et l'Australie.